# شبکه مجازی
LAN مجازی (به انگلیسی VLAN) در شبکه‌ی رایانه‌ای در لایه‌ی پیوند داده تقسیم و جدا شده‌‌است. شبکه‌ی مجازی با استفاده از برچسب‌ها در فریم‌های شبکه و مدیریت آن‌ها در سیستم‌های شبکه کار می‌کند. ظاهر و عملکرد ترافیک شبکه از نظر فیزیکی در یک شبکه واحد است، اما در حقیقت بین شبکه‌های جداگانه تقسیم شده‌است. به این ترتیب، شبکه‌ی مجازی می‌تواند برنامه‌های شبکه را علی‌رغم اتصال به همان شبکه‌ی فیزیکی جداگانه و بدون نیاز به نصب چندین مجموعه کابل و دستگاه، جدا نگه‌دارد.
شبکه‌ی مجازی به مدیران شبکه اجازه می‌دهد تا میزبان‌ها را با هم هم‌گروه کنند. حتی اگر میزبان مستقیماً به همان سوئیچ شبکه متصل نباشد. عضویت در شبکه‌ی مجازی از طریق نرم‌افزار قابل پیکربندی است.
این اشتراک مدیریت‌شده سود، سادگی، امنیت، مدیریت ترافیک و کنترل هزینه‌های مازاد را به همراه دارد.
به عنوان مثال، از شبکه‌ی مجازی می‌توان برای جدا کردن ترافیک در یک کسب‌وکار براساس کاربران فردی یا گروهی از کاربران یا نقش آن‌ها (به‌عنوان مدیران شبکه) یا براساس ویژگی‌های ترافیک بسیاری از سرویس‌های میزبانی اینترنت، جدا کردن مناطق خصوصی مشتریان از یک‌دیگر استفاده کرد و به سرورهای هر مشتری اجازه داد بدون توجه به این‌که سرورهای جداگانه در مرکز داده قرار دارند، در یک بخش شبکه گروه‌بندی شوند.

## موارد استفاده از شبکه‌ی مجازی
شبکه‌های مجازی می‌توانند با تشکیل چندین دامنه‌ی پخش، به مدیریت ترافیک پخش کمک کنند. تجزیه‌ی یک شبکه‌ی بزرگ به بخش‌های مستقل کوچکتر، میزان ترافیک پخش‌شده‌ی هر دستگاه شبکه و بخش شبکه را کاهش می‌دهد. سوئیچ‌ها ممکن است ترافیک شبکه را بین شبکه‌های مجازی مختلف موجود متصل نکنند، زیرا با این کار یک‌پارچگی دامنه‌ی پخش شبکه‌ی مجازی نقض می‌شود.
شبکه‌های مجازی می‌توانند به ایجاد شبکه‌های لایه 3 در یک زیرساخت فیزیکی کمک کنند. وی‌لن‌ها لایه‌ی پیوند داده شبیه به پروتکل اینترنت (IP) زیرشبکه، که لایه‌ی شبکه (لایه OSI 3) سازه. در محیطی که از VLAN استفاده می‌کند، یک رابطه‌ی یک به یک اغلب بین VLAN و زیرشبکه‌ی IP وجود دارد، اگرچه وجود چندین زیرشبکه در یک VLAN امکان‌پذیر است.
بدون قابلیت مجازی‌سازی شبکه‌ی کاربران بر اساس شبکه‌های جغرافیایی به شبکه‌ها اختصاص می‌یابند و توسط توپولوژی و فاصله‌ی فیزیکی محدود می‌شوند. وی‌لن‌ها می‌توانند شبکه‌ها را گروه‌بندی کنند تا مکان شبکه‌ی کاربران را از مکان فیزیکی آن‌ها جدا کنند. با استفاده از این شبکه‌های مجازی می‌توان الگوهای ترافیکی را کنترل کرد و به سرعت نسبت به جابه‌جایی کارمندان با تجهیزات واکنش نشان داد. وی‌لن‌ها انعطاف‌پذیری را برای انطباق با تغییرات مورد نیاز شبکه فراهم می‌کنند و امکان مدیرت ساده را نیز فراهم می‌نمایند.
از وی‌لن می‌توان برای تقسیم یک شبکه‌ی محلی در چندین بخش متمایز استفاده کرد، به عنوان مثال:
- تولید
- صدا از طریق آی‌پی
- مدیرت شبکه
- شبکه‌ی منطقه‌ی ذخیره‌سازی (به انگلیسی SAN)
- دسترسی به اینترنت شبکه‌ی مهمان
- منطقه‌ی غیرنظامی (به انگلیسی DMZ)

فناوری‌های شبکه با قابلیت مجازی‌سازی شبکه عبارتند از:
- حالت انتقال ناهم‌زمان (خودپرداز)
- فیبر توزیع‌شده رابط داده (به انگلیسی FDDI)
- شبکه محلی کابلی
- HiperSockets
- InfiniBand